# Couse-Sharp Historic Site
Le Couse-Sharp Historic Site est un ensemble de bâtiments américains à Taos, dans le comté de Taos, au Nouveau-Mexique. Construits dans les styles Mission Revival et Pueblo Revival, ils se composent d'une maison et d'ateliers autrefois fréquentés par les peintres Eanger Irving Couse et Joseph Henry Sharp. Ils sont inscrits ensemble au New Mexico State Register of Cultural Properties depuis le 13 février 2004. Ils le sont également au Registre national des lieux historiques, depuis le 28 septembre 2005, sous le nom de The Eanger Irving Couse House and Studio and Joseph Henry Sharp Studios.